# Haementeria tuberculifera
Haementeria tuberculifera är en ringmaskart som först beskrevs av Grube 1871.  Haementeria tuberculifera ingår i släktet Haementeria och familjen broskiglar. Inga underarter finns listade i Catalogue of Life.